# Liste der Kulturdenkmale in Dennheritz

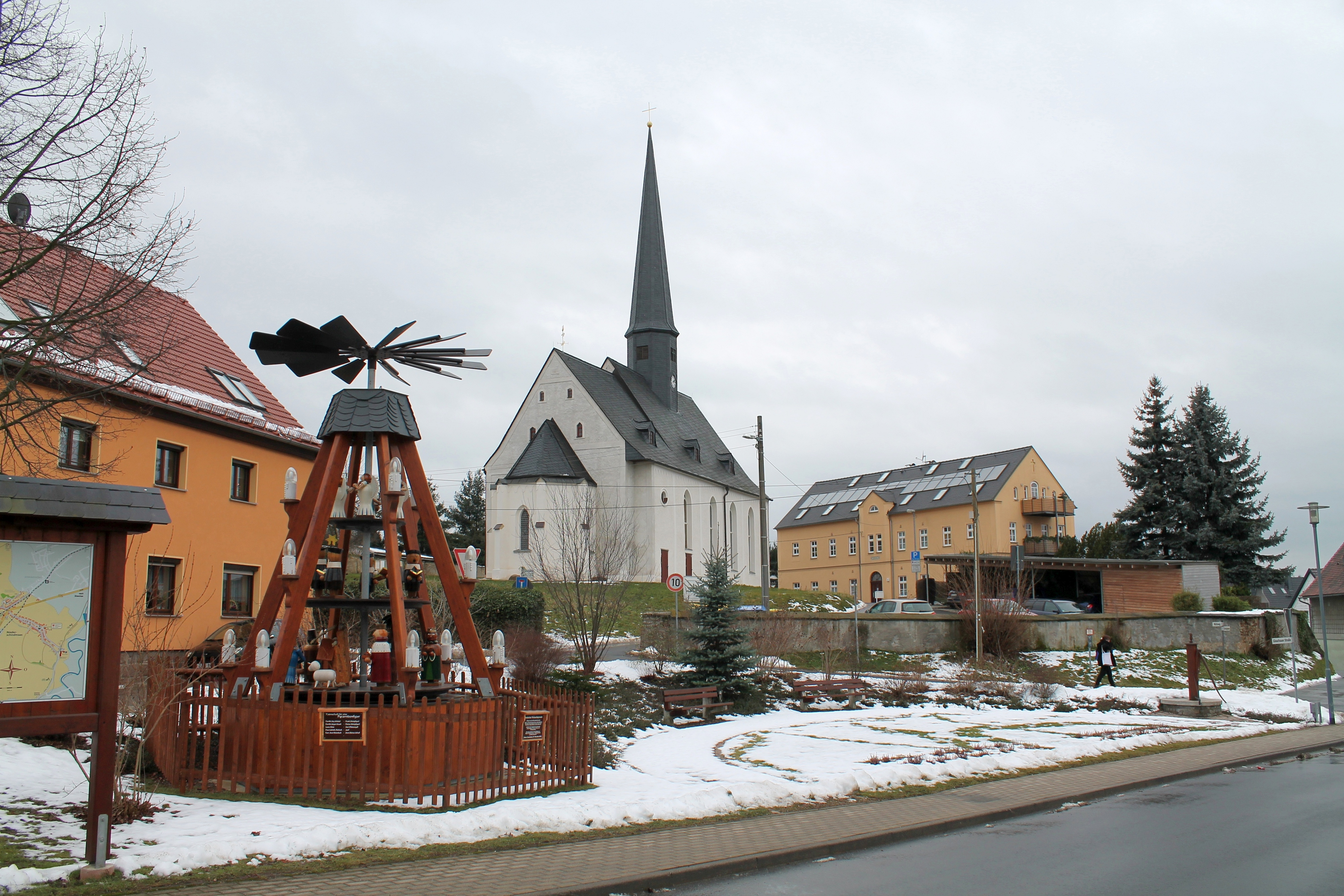
Blick auf das Ortszentrum von Dennheritz

Die Liste der Kulturdenkmale in Dennheritz enthält die Kulturdenkmale in Dennheritz.
Diese Liste ist eine Teilliste der Liste der Kulturdenkmale in Sachsen.

## Legende
- Bild: Bild des Kulturdenkmals, ggf. zusätzlich mit einem Link zu weiteren Fotos des Kulturdenkmals im Medienarchiv Wikimedia Commons. Wenn man auf das Kamerasymbol klickt, können Fotos zu Kulturdenkmalen aus dieser Liste hochgeladen werden:
- Bezeichnung: Denkmalgeschützte Objekte und ggf. Bauwerksname des Kulturdenkmals
- Lage: Straßenname und Hausnummer oder Flurstücknummer des Kulturdenkmals. Die Grundsortierung der Liste erfolgt nach dieser Adresse. Der Link (Karte) führt zu verschiedenen Kartendiensten mit der Position des Kulturdenkmals. Fehlt dieser Link, wurden die Koordinaten noch nicht eingetragen. Sind diese bekannt, können sie über ein Tool mit einer Kartenansicht einfach nachgetragen werden. In dieser Kartenansicht sind Kulturdenkmale ohne Koordinaten mit einem roten bzw. orangen Marker dargestellt und können durch Verschieben auf die richtige Position in der Karte mit Koordinaten versehen werden. Kulturdenkmale ohne Bild sind an einem blauen bzw. roten Marker erkennbar.
- Datierung: Baubeginn, Fertigstellung, Datum der Erstnennung oder grobe zeitliche Einordnung entsprechend des Eintrags in der sächsischen Denkmaldatenbank
- Beschreibung: Kurzcharakteristik des Kulturdenkmals entsprechend des Eintrags in der sächsischen Denkmaldatenbank, ggf. ergänzt durch die dort nur selten veröffentlichten Erfassungstexte oder zusätzliche Informationen
- ID: Vom Landesamt für Denkmalpflege Sachsen vergebene, das Kulturdenkmal eindeutig identifizierende Objekt-Nummer. Der Link führt zum PDF-Denkmaldokument des Landesamtes für Denkmalpflege Sachsen. Bei ehemaligen Kulturdenkmalen können die Objektnummern unbekannt sein und deshalb fehlen bzw. die Links von aus der Datenbank entfernten Objektnummern ins Leere führen. Ein ggf. vorhandenes Icon  führt zu den Angaben des Kulturdenkmals bei Wikidata.

## Dennheritz
| Bild                                    | Bezeichnung                                                                                        | Lage                                    | Datierung                                        | Beschreibung | ID       |
| --------------------------------------- | -------------------------------------------------------------------------------------------------- | --------------------------------------- | ------------------------------------------------ | --- | -------- |
| Direkt Bild zu diesem Denkmal hochladen | Zwei Seitengebäude und Scheune eines Vierseithofes                                                 | Glauchauer Straße 7 (Karte)             | nach 1800                                        | Baugeschichtlich und wirtschaftsgeschichtlich von Bedeutung, ortsbildprägende Lage. Bauliche Veränderungen an Scheune und Nebengebäude, Reklame des Autohändlers entstellend, ortsbildprägend. | 09241110 |
| Direkt Bild zu diesem Denkmal hochladen | Saalanbau des Gasthofes                                                                            | Glauchauer Straße 8 (Karte)             | um 1900 (Saalanbau)                              | Baugeschichtlich von Bedeutung, eine Mischung aus Neubarock und Jugendstil. Stuckornamentik, Gusssäulen verkleidet, Holzgeländer, Türen und Fenster erhalten, Veränderungen an Bühne führten zur teilweisen Zerstörung Stuckornament, halbrunde Fenster im oberen Raum zugesetzt. | 09241111 |
|                                         | Denkmal für die Gefallenen des Ersten Weltkrieges                                                  | Glauchauer Straße 8 (gegenüber) (Karte) | nach 1918 (Kriegerdenkmal)                       | Ortsgeschichtlich von Bedeutung. Bescheidener Stein mit einfacher Ornamentik, Lage: Neben Glauchauer Straße 11, gegenüber Nummer 8. | 09241108 |
| Direkt Bild zu diesem Denkmal hochladen | Wohnstallhaus und Scheune eines ehemaligen Vierseithofes                                           | Glauchauer Straße 10 (Karte)            | um 1800                                          | Baugeschichtlich von Bedeutung. Schöne Hofanlage, ortsbildprägend, unbewohnt – Gefahr des Verfalls, nicht besichtigt. | 09241112 |
| Direkt Bild zu diesem Denkmal hochladen | Scheune und Seitengebäude eines Vierseithofes                                                      | Lauenhainer Straße 3 (Karte)            | um 1800                                          | Baugeschichtlich und wirtschaftsgeschichtlich von Bedeutung. Stall, Torhaus, Scheune mit schönem Tor, Kniestock unter falscher Anschrift erfasst: Lauenhainer Straße 5 ist einzeln stehendes Nachbarhaus des Vierseithofes. | 09241114 |
| Direkt Bild zu diesem Denkmal hochladen | Wohnstallhaus, Seitengebäude (mit Oberlaube), Scheune und Seitengebäude eines Vierseithofes        | Lauenhainer Straße 6 (Karte)            | um 1800                                          | Baugeschichtlich, sozialgeschichtlich und wirtschaftsgeschichtlich von Bedeutung, Fachwerkbauten, ein Seitengebäude mit seltener Oberlaube. Wohnhaus mit Kreuzgewölben in Flur und Stall, Säulen, Oberlaube an Nebengebäude, gut erhaltene Hofanlage. | 09241115 |
| Direkt Bild zu diesem Denkmal hochladen | Wohnstallhaus, Scheune und Seitengebäude eines ehemaligen Vierseithofes (Torhaus 2005 abgebrochen) | Lauenhainer Straße 7 (Karte)            | 1751 Dendro                                      | Baugeschichtlich, sozialgeschichtlich und wirtschaftsgeschichtlich von Bedeutung, Fachwerkbauten. Wohnhaus mit strebenreichem Fachwerk. Torhaus mit alten Fenstern – Abrissabsicht, Scheune mit schönen Toren, Kniestock, Stall zum Teil Schiebefenster, Tür im Obergeschoss, Erdgeschoss massiv unterfahren. | 09241116 |
| Direkt Bild zu diesem Denkmal hochladen | Häuslerhaus                                                                                        | Lauenhainer Straße 14 (Karte)           | um 1800                                          | Sozialgeschichtlich von Bedeutung, Fachwerkbau. Fachwerk-Obergeschoss, Giebel verbrettert, Erdgeschoss massiv unterfahren. | 09241117 |
| Direkt Bild zu diesem Denkmal hochladen | Wohnstallhaus, Durchfahrtscheune und Seitengebäude eines Dreiseithofes                             | Lauenhainer Straße 16 (Karte)           | 2. Hälfte 18. Jahrhundert, später überformt      | Baugeschichtlich und wirtschaftsgeschichtlich von Bedeutung, Fachwerkbauten. Wohnhaus mit Schiffchenkehlen an Schwelle. | 09241118 |
| Direkt Bild zu diesem Denkmal hochladen | Seitengebäude eines Vierseithofes                                                                  | Lauenhainer Straße 22 (Karte)           | 1. Hälfte 19. Jahrhundert                        | Baugeschichtlich von Bedeutung, Fachwerkbau. Fachwerk-Obergeschoss, Tür im Obergeschoss, Stall. | 09241119 |
| Direkt Bild zu diesem Denkmal hochladen | Wohnstallhaus eines ehemaligen Dreiseithofes                                                       | Lauenhainer Straße 25 (Karte)           | um 1750                                          | Baugeschichtlich von Bedeutung, Fachwerkbau mit Kopfstreben. Schiffchenkehlen, geblattete Kopfbänder, Giebel verschiefert, Erdgeschoss massiv unterfahren, rückseitiger Anbau 19. Jahrhundert, Frackdach durch nachträgliche Erweiterung. | 09241121 |
| Direkt Bild zu diesem Denkmal hochladen | Scheune und Seitengebäude eines Vierseithofes                                                      | Lauenhainer Straße 26 (Karte)           | um 1800                                          | Baugeschichtlich und wirtschaftsgeschichtlich von Bedeutung, Fachwerkbauten. Nebengebäude mit Durchfahrt und Stall, Erdgeschoss massiv, Obergeschoss Fachwerk. | 09241122 |
| Direkt Bild zu diesem Denkmal hochladen | Seitengebäude und Scheune eines Dreiseithofes                                                      | Lauenhainer Straße 32 (Karte)           | um 1800                                          | Baugeschichtlich von Bedeutung, Fachwerkbauten. Erdgeschoss massiv, Ziegelausfachung. | 09241123 |
| Direkt Bild zu diesem Denkmal hochladen | Wohnstallhaus, Scheune, Seitengebäude (mit Oberlaube) und Toreinfahrt eines Dreiseithofes          | Lauenhainer Straße 33 (Karte)           | um 1800                                          | Baugeschichtlich, sozialgeschichtlich und wirtschaftsgeschichtlich von Bedeutung, Fachwerkbauten. Konnte nicht besichtigt werden, Fachwerk-Obergeschoss, Giebel verschiefert 1909, Anbau an Traufseite, Nebengebäude wahrscheinlich mit Oberlaube, Scheune geblattete Holzverbindungen, wichtiger Hof! | 09241124 |
| Direkt Bild zu diesem Denkmal hochladen | Scheune und Seitengebäude eines Vierseithofes                                                      | Lauenhainer Straße 43 (Karte)           | um 1800                                          | Baugeschichtlich und wirtschaftsgeschichtlich von Bedeutung, Fachwerkbauten. Scheune Fachwerk, Nebengebäude: Fachwerk-Obergeschoss, Stall mit preußischen Kappen. | 09241125 |
| Direkt Bild zu diesem Denkmal hochladen | Scheune und Seitengebäude eines ehemaligen Vierseithofes                                           | Meeraner Straße 4 (Karte)               | bezeichnet 1878                                  | Baugeschichtlich und wirtschaftsgeschichtlich von Bedeutung. Nebengebäude mit Stall, Durchfahrt, massiv unterfahren, Reste rundköpfigen Hofpflasters. | 09241126 |
| Direkt Bild zu diesem Denkmal hochladen | Seitengebäude eines Vierseithofes                                                                  | Meeraner Straße 6 (Karte)               | um 1800                                          | Baugeschichtlich von Bedeutung, ortsbildprägend. Mit Durchfahrt zu Straße und Stall, schlechter Bauzustand, aber ortsbildprägend. | 09241127 |
| Direkt Bild zu diesem Denkmal hochladen | Wohnstallhaus und Seitengebäude eines ehemaligen Vierseithofes                                     | Meeraner Straße 10 (Karte)              | vermutlich 1748                                  | Baugeschichtlich und wirtschaftsgeschichtlich von Bedeutung. Datierung Wohnstallhaus laut Unterlagen, Bau eventuell später, in Stube einfache Holzbalkendecke, Nebengebäude mit Auszüglerkammer im Obergeschoss – Holzdecke in dieser Kammer, Krüppelwalmdach, 2005 Wohnstallhaus unsaniert, Nebengebäude saniert. | 09241128 |
| Direkt Bild zu diesem Denkmal hochladen | Seitengebäude eines ehemaligen Vierseithofes                                                       | Meeraner Straße 11; 11a                 |                                                  | | 09241129 |
| Direkt Bild zu diesem Denkmal hochladen | Seitengebäude (mit Oberlaube), Scheune und Seitengebäude eines Vierseithofes sowie Hofpflasterung  | Meeraner Straße 12 (Karte)              | um 1800 (Oberlaube)                              | Baugeschichtlich und wirtschaftsgeschichtlich von Bedeutung, Fachwerkbauten, ein Seitengebäude mit seltener Oberlaube. Nebengebäude mit zwölfjochiger Oberlaube, zweites Nebengebäude mit Inschrift und datiert in Schwelle, Originalfenster und Schiebefenster. | 09241130 |
| Direkt Bild zu diesem Denkmal hochladen | Häuslerhaus                                                                                        | Meeraner Straße 23 (Karte)              | um 1800                                          | Sozialgeschichtlich von Bedeutung, ortsbildprägender Fachwerkbau. Ursprünglich Wohnstallhaus eines Häuslers oder Kleinbauern, Erdgeschoss massiv unterfahren, kleinere Anbauten: guter Zustand. | 09241132 |
| Direkt Bild zu diesem Denkmal hochladen | Häuslerhaus                                                                                        | Meeraner Straße 24 (Karte)              | nach 1800                                        | Sozialgeschichtlich von Bedeutung, Fachwerkbau. Kleinbauern- oder Häuslerhaus, Fachwerk-Obergeschoss, Giebel verschiefert, Fenstergrößen erhalten. | 09241133 |
| Direkt Bild zu diesem Denkmal hochladen | Scheune und zwei Seitengebäude eines Vierseithofes                                                 | Meeraner Straße 28 (Karte)              | 2. Hälfte 19. Jahrhundert                        | Baugeschichtlich, sozialgeschichtlich und wirtschaftsgeschichtlich von Bedeutung, Fachwerkbauten. Nebengebäude mit Stall und Taubenhaus, Überdachung breit, Nebengebäude mit ehemaliger Durchfahrt und Stall. | 09241131 |
| Direkt Bild zu diesem Denkmal hochladen | Wohnstallhaus eines Bauernhofes                                                                    | Mittelweg 1 (Karte)                     | 1. Hälfte 19. Jahrhundert                        | Baugeschichtlich und sozialgeschichtlich von Bedeutung, ortsbildprägender Fachwerkbau. Erdgeschoss mit entstellenden Fenstern, ortsbildprägend, massiver Anbau. | 09241134 |
| Weitere Bilder                          | Kirche mit Ausstattung                                                                             | Schulgasse (Karte)                      | bezeichnet 1828, im Kern älter, später überformt | Baugeschichtlich, ortsgeschichtlich und ortsbildprägend von Bedeutung, im Kern mittelalterliche Saalkirche, neogotisch überformt, mit steilem Dachreiter. Evangelische Dorfkirche. Saalkirche romanischen Ursprungs, vermutlich 1412 nach Westen erweitert. 1884 der eingezogene Chor verändert, Anbau einer größeren Apsis an Stelle der alten sowie einer Vorhalle an der Westseite. Schlichter Putzbau mit polygonalem Ostabschluss. Langhaus mit schlankem Dachreiter. Der Apsis vorgelagert Stützpfeiler. Neugotische Fensterarchitektur und Putzgliederung. Emporensaal, der vom romanischen Vorgängerbau erhalten gebliebene eingezogene Chor durch rundbogigen Triumphbogen vom Langhaus abgetrennt. Chorquadrat und Apsis überwölbt durch Kreuzrippengewölbe mit stark ansteigenden Kappen. Romanische Sandsteintaufe, stark übergangen, einfacher barocker Kruzifix, Bärmig-Orgel von 1868. (Dehio Sachsen II. 1998.) Chorquadrat mit stark ansteigenden Kappen – romanischen Ursprungs, Ostabschluss Kreuzrippengewölbe, Schiff flach gedeckt, 1880 tiefgreifend verändert, 1930 restauriert, romanische Sandsteintaufe, stark übergangen, barockes Kruzifix. | 09241107 |
|                                         | Schule, heute Wohnhaus                                                                             | Schulgasse 1 (Karte)                    | bezeichnet 1882                                  | Ortsgeschichtlich und ortsbildprägend von Bedeutung. Heute Wohnhaus. | 09241135 |
| Direkt Bild zu diesem Denkmal hochladen | Wohnstallhaus eines Bauernhofes                                                                    | Schulgasse 3 (Karte)                    | um 1800                                          | Baugeschichtlich von Bedeutung, Fachwerkbau. Fachwerk-Obergeschoss, weit überkragendes Dach, Erdgeschoss massiv unterfahren, ein Giebel verputzt, ein Giebel Fachwerk verschiefert. | 09241136 |

## Niederschindmaas
| Bild                                    | Bezeichnung                                                                                              | Lage                             | Datierung                                   | Beschreibung | ID       |
| --------------------------------------- | --- | -------------------------------- | ------------------------------------------- | --- | -------- |
| Direkt Bild zu diesem Denkmal hochladen | Denkmalschutzgebiet Ortslage Niederschindmaas                                                            |                                  |                                             | | 09247652 |
| Direkt Bild zu diesem Denkmal hochladen | Denkmal für die Gefallenen des Ersten Weltkrieges                                                        | Äußere Dorfstraße (Karte)        | nach 1918 (Kriegerdenkmal)                  | Ortsgeschichtlich von Bedeutung. Standort vor Friedhofsmauer der Kirche in Niederschindmaas, schräg gegenüber Äußere Dorfstraße Nummer 60. | 09241139 |
| Direkt Bild zu diesem Denkmal hochladen | Wohnstallhaus, Auszugshaus, Seitengebäude und Scheune eines Vierseithofes                                | Äußere Dorfstraße 2 (Karte)      | um 1790                                     | Baugeschichtlich und wirtschaftsgeschichtlich von Bedeutung, Fachwerkbauten. - Scheune: Fachwerk, Scheune und Stall massive Giebel. - Wohnhaus: Massives Erdgeschoss, Obergeschoss Fachwerk. Alle Satteldächer, Scheune und Stall späte Ersatzbauten nach Brand. | 09241140 |
|                                         | Wohnstallhaus, Durchfahrtscheune, Scheune eines Dreiseithofes                                            | Äußere Dorfstraße 3 (Karte)      | 19. Jahrhundert                             | Baugeschichtlich und wirtschaftsgeschichtlich von Bedeutung, zum Teil in Fachwerkbauweise. Wohnhaus Erdgeschoss massiv, Obergeschoss Fachwerk, Krüppelwalmdach, Scheune Erdgeschoss teilweise Fachwerk. | 09241141 |
| Direkt Bild zu diesem Denkmal hochladen | Wohnstallhaus, Stallgebäude und Durchfahrtscheune eines Dreiseithofes                                    | Äußere Dorfstraße 5; 5a (Karte)  | 19. Jahrhundert                             | Baugeschichtlich und wirtschaftsgeschichtlich von Bedeutung, zum Teil in Fachwerkbauweise. Stall massiv, Wohnhaus Erdgeschoss massiv, Obergeschoss Fachwerk, Satteldächer. | 09241142 |
| Direkt Bild zu diesem Denkmal hochladen | Wohnstallhaus, Scheune und speicherartiges Nebengebäude eines Bauernhofes                                | Äußere Dorfstraße 41; 43 (Karte) | 19. Jahrhundert                             | Baugeschichtlich und wirtschaftsgeschichtlich von Bedeutung, Fachwerkbauten mit altertümlicher Fachwerkkonstruktion. - Wohnhaus: Erdgeschoss massiv, Obergeschoss Fachwerk, Saumschwelle mit Schiffchenkehlen. - Speicher mit Kopfbändern und Streben, Erdgeschoss massiv, Obergeschoss Fachwerk. | 09241143 |
|                                         | Mühlenkomplex mit Mühlengebäude (zum Teil abgebrochen), Villa und Stallgebäude                           | Äußere Dorfstraße 57 (Karte)     | 1897                                        | Ortsgeschichtlich, technikgeschichtlich und baugeschichtlich von Bedeutung. Villa im Reformstil der Zeit um 1910 mit neoklassizistischen Motiven. - Stallgebäude: Mit markanten Giebeln in Anlehnung an den Schweizerhaus-Stil, - Villa: Längsrechteckiges Gebäude mit Mittelrisalit und Freitreppe, kannelierten Pilastern, Vestibül mit Originalausstattung und Bemalung, grüne Kacheln im Treppenhaus, Veranda und Balkon, - Stall: Kuh- u. Pferdestall mit Originalausstattung, Besitzer Enkel Herr Engelmann, Industriemühlengebäude zum Teil vor 2009 abgebrochen. | 09241144 |
| Weitere Bilder                          | Kirche mit Ausstattung und Kirchhof mit Grabmal Engelmann                                                | Innere Dorfstraße (Karte)        | 1. Hälfte 15. Jahrhundert, später überformt | Baugeschichtlich, ortsgeschichtlich und ortsbildprägend von Bedeutung. Im Kern wohl mittelalterliche Saalkirche, barock überformt, mit steilem Dachreiter. Felderdecke aus profilierten Balken, Brüstungsfelder Empore mit Darstellungen aus Altem Testament (Ende 18. Jahrhundert), Dachreiter, Ausstattung: Große Glocke und kleine Glocke; große Glocke erste Hälfte 15. Jahrhundert, kleine Glocke Lorenz Hendel und Steffan Buchhaim, Zwickau 1624, Auf dem Kirchhof Art-Déco-Grabmal des Mühlenbesitzers Franz Engelmann, gestorben 1925.                          | 09241138 |
| Direkt Bild zu diesem Denkmal hochladen | Wohnstallhaus, Seitengebäude, Stallgebäude, Scheune und Toreinfahrt eines Vierseithofes                  | Innere Dorfstraße 3 (Karte)      | 1. Hälfte 19. Jahrhundert                   | Baugeschichtlich, sozialgeschichtlich und wirtschaftsgeschichtlich von Bedeutung, zum Teil in Fachwerkbauweise, geschlossen erhaltene Anlage. Wohnstallhaus Erdgeschoss massiv, Obergeschoss Fachwerk, Giebel, verschiefert, geschlossene Anlage. | 09241145 |
| Direkt Bild zu diesem Denkmal hochladen | Wohnstallhaus, Stallgebäude, Seitengebäude, Scheune und Toreinfahrt eines Vierseithofes                  | Innere Dorfstraße 5 (Karte)      | 1. Hälfte 19. Jahrhundert                   | Baugeschichtlich, sozialgeschichtlich und wirtschaftsgeschichtlich von Bedeutung, zum Teil in Fachwerkbauweise, geschlossen erhaltene Anlage. Wohnhaus und Stall Erdgeschoss massiv, Obergeschoss Fachwerk, Satteldächer, geschlossene Anlage, Giebel Wohnhaus verschiefert. | 09241146 |
| Direkt Bild zu diesem Denkmal hochladen | Vorderer Teil des Wohnstallhauses eines Bauernhofes                                                      | Innere Dorfstraße 6 (Karte)      | um 1750                                     | Baugeschichtlich von Bedeutung, Fachwerkbau mit altertümlicher Konstruktion (Andreaskreuze). | 09303602 |
| Direkt Bild zu diesem Denkmal hochladen | Wohnstallhaus und Seitengebäude (ehemaliges Torhaus) sowie Hofpflasterung eines ehemaligen Vierseithofes | Innere Dorfstraße 8; 8a (Karte)  | bezeichnet 1802 und bezeichnet 1824         | Original erhaltene Wohn- und Wirtschaftsgebäude in Fachwerkbauweise, Wohnhaus mit Segmentbogenportal, sozialgeschichtlich und baugeschichtlich von Bedeutung, bemerkenswertes Hofpflaster mit Datierung im Pflaster. Beide Gebäude Erdgeschoss massiv, Obergeschoss Fachwerk, Satteldächer, Stall mit böhmischem Kappengewölbe, Säulen und Gurtbögen, Durchfahrt Scheune zugesetzt. | 09241147 |
| Direkt Bild zu diesem Denkmal hochladen | Wohnstallhaus, Seitengebäude und Scheune eines Vierseithofes                                             | Innere Dorfstraße 9 (Karte)      | um 1700                                     | Baugeschichtlich, sozialgeschichtlich und wirtschaftsgeschichtlich von Bedeutung, zum Teil in Fachwerkbauweise, Wohnhaus mit Kopfstreben, Scheune mit seltenen Kreuzstreben. Wohnhaus Erdgeschoss massiv, Obergeschoss Fachwerk, geblattete Kopfbänder, Seitengebäude ursprünglich mit Kreuzgewölbe oder Böhmischer Kappe, Scheune mit geblatteten Streben, Drempel 19. Jahrhundert. | 09241148 |
| Direkt Bild zu diesem Denkmal hochladen | Stallgebäude (mit Oberlaube) und Scheune eines Dreiseithofes                                             | Innere Dorfstraße 13 (Karte)     | 2. Hälfte 18. Jahrhundert                   | Baugeschichtlich bemerkenswerte Wirtschaftsgebäude, Fachwerkbauten, Stallgebäude mit seltener Oberlaube. Wahrscheinlich beide Gebäude zweite Hälfte 19. Jahrhundert, Laube im Hausgrundriss mit ausgesägten Brüstungsbrettern. | 09241149 |

## Oberschindmaas
| Bild                                    | Bezeichnung | Lage                           | Datierung                                    | Beschreibung | ID       |
| --------------------------------------- | --- | ------------------------------ | -------------------------------------------- | --- | -------- |
|                                         | Kriegerdenkmal | Hauptstraße 28 (neben) (Karte) | 1922                                         | Denkmal für die Gefallenen des 1. Weltkrieges in kleinen Ehrenhain an der Hauptstraße; ortsgeschichtlich von Bedeutung, größerer Stein mit Relief und Aufschrift in der Mitte, links und rechts Steine mit Gefallenenaufschriften; später hinzugefügt links und rechts Gedenktafeln für die Gefallenen im 2. Weltkrieg | 09241349 |
| Direkt Bild zu diesem Denkmal hochladen | Stallgebäude, Durchfahrtscheune und Scheune eines Vierseithofes                                                      | Hauptstraße 33 (Karte)         | 1. Hälfte 18. Jahrhundert                    | Baugeschichtlich und wirtschaftsgeschichtlich von Bedeutung, Fachwerkbauten, Seitengebäude mit Kopfstreben und Andreaskreuzen. Stall eventuell Auszüglerhaus mit massivem Erdgeschoss, Obergeschoss Fachwerk, geblattete Kopfbänder, Scheune mit aufgedoppeltem Tor, Erdgeschoss massiv, Obergeschoss Fachwerk, Scheune Fachwerk, alle Gebäude Satteldächer, Silo (kein Denkmal). | 09241152 |
| Direkt Bild zu diesem Denkmal hochladen | Vierseithof mit Wohnstallhaus, Stallgebäude, Scheune und Stallgebäude (mit zugesetztem Laubengang) sowie Toreinfahrt | Hauptstraße 39 (Karte)         | um 1800                                      | Baugeschichtlich, sozialgeschichtlich und wirtschaftsgeschichtlich von Bedeutung, Fachwerkbauten, teilweise mit Kopfstreben, Wohnhaus mit strebenreichem Fachwerk. Wohnhaus Erdgeschoss massiv, Obergeschoss Fachwerk, sogenanntes Handgut, durch Zukauf erweitert, Stall mit Oberlaube im Hausgrundriss, zugebaut, teilweise mit Kopfbändern, geblattet, Eigentümer Kurt Müller, dort weitere Informationen zu Gebäuden u. Familiengeschichte. | 09241153 |
| Direkt Bild zu diesem Denkmal hochladen | Wohnstallhaus, heute Wohnhaus eines Bauernhofes                                                                      | Hauptstraße 54 (Karte)         | 1822 (laut schriftlicher Eigentümerauskunft) | Baulich leicht überformt in Fachwerkbauweise von baugeschichtlichem Wert. Ehemaliges Wohnstallhaus eines Bauernhofes, laut Auskunft der Eigentümer 1822 erbaut. Erdgeschoss massiv, zum Zeitpunkt der Denkmalneuerfassung noch mit Stallfenstern, Obergeschoss schlichte Fachwerkkonstruktion des 19. Jahrhunderts, zweirieglig, alle Holzverbindungen gezapft. Einige zu große Fenster, welche rückbaubar sind, Abschluss durch Satteldach. Eines der wenigen erhaltenen Fachwerkwohnhäuser des Dorfes, woraus sich der heimatgeschichtliche Wert des Hauses ableitet. (LfD/2011) | 09304009 |
| Direkt Bild zu diesem Denkmal hochladen | Wohnhaus (Umgebindehaus) eines ehemaligen Zweiseithofes                                                              | Hauptstraße 58 (Karte)         | 1. Hälfte 19. Jahrhundert                    | Baugeschichtlich und hausgeschichtlich von Bedeutung, ehemaliges Umgebindehaus. Wohnhaus mit Resten Umgebinde an Trauf- und Giebelseite, Erdgeschoss massiv, Obergeschoss Fachwerk, Scheune Fachwerk, Scheune bedeutungslos, sonst Haus gut gepflegt, keine Besonderheiten. | 09241154 |
| Direkt Bild zu diesem Denkmal hochladen | Häuslerhaus | Schlunziger Weg 2 (Karte)      | 19. Jahrhundert                              | Sozialgeschichtlich von Bedeutung, möglicherweise Armenhaus des Ortes. Kleines Haus ursprünglich aus Stampflehm, mindestens eine Wand erhalten, Kubatur und Fensteraufteilung erhalten. | 09241155 |